# Tony Martin (cantor)
Anthony Philip Harford (Birmingham, 19 de abril de 1957), mais conhecido pelo nome artístico Tony Martin, é um músico e vocalista britânico de heavy metal.
Já fez parte de diversas bandas e projectos musicais, sendo notória sua passagem pelo Black Sabbath, onde permaneceu quase dez anos no total (vocalista com maior permanência depois de Ozzy Osbourne).
Apesar de se apresentar exclusivamente como vocalista, Tony Martin é um multi-instrumentista, como confirmado em uma entrevista. Entre os instrumentos que toca, podem ser citados: guitarra, baixo, violino, teclado, harmónica, gaita de fole e flauta pã. Em seus álbuns solo, costuma também a gravar a maioria dos instrumentos, como no exemplo de Scream do ano de 2005. Sua primeira aparição como artista solo foi em 1992, com o disco Back Where I Belong.

## Black Sabbath
O Black Sabbath lançou The Eternal Idol em 1987, e faixas como "The Shining", "Hard Life to Love", "Born to Lose" e "Lost Forever", fizeram bastante sucesso. A formação da época era constituída de Tony Iommi (guitarra), do recém recrutado Tony Martin (vocais), Geoff Nicholls (teclados), Dave Spitz (baixo) e Eric Singer (bateria), que mais tarde iria integrar o Kiss. O baterista Bev Bevan teve crédito em apenas duas faixas, (percussão em "Scarlet Pimpernel" e "Eternal Idol"). Quem realmente gravou o baixo neste disco foi o baixista Bob Daisley (ex-Ozzy Osbourne), sendo que Dave Spitz fez apenas a turnê. Originalmente, o disco The Eternal Idol seria gravado pelo vocalista Ray Gillen. Com ele, foi realizada uma gravação demo do que seria o próximo disco. Porém por divergências de objetivo, Ray Gillen saiu da banda e esta gravação com Gillen não foi lançada na época. O disco inteiro foi regravado em oito dias pelo vocalista, até então desconhecido, Tony Martin. Esta gravação com Gillen só seria lançada oficialmente em 2010.
No ano de 1989, o Black Sabbath gravou o álbum Headless Cross, com destaques para o título "When Death Calls" (com solo do guitarrista Brian May). Agora, a banda era formada por Tony Iommi, Tony Martin, Cozy Powell (bateria) e Laurence Cottle (baixo). Este último gravou todo o disco. Mais tarde, ele foi substituído pelo baixista Neil Murray (ex-Whitesnake).
Em 1990, foi gravado e lançado Tyr. O álbum mantinha o estilo inaugurado em 1987 com The Eternal Idol. Alguns destaques deste álbum são "Jerusalem" (regravado por Martin em seu primeiro disco solo) e o título comercial "Feels Good to Me".
Cross Purposes, de 1994 tem destaque para a faixa "The Hand That Rocks The Cradle" (que serviu de trilha sonora para o filme 'A Mão Que Balança o Berço'). Para este álbum, a formação da banda contava também com Geezer Butler (baixo) e Bobby Rondinelli (bateria). Nesta época foi lançado também o álbum ao vivo "Cross Purposes Live", que era um box com um CD e VHS do show. Foi gravado no Hammersmith Odeon, em Londres.
Em 1995, o Black Sabbath lançou Forbidden. O disco contava com Neil Murray no lugar de Geezer Butler e Cozy Powell no lugar de Bobby Rondinelli, voltando assim a mesma formação da era Headless Cross. Cozy deixou a banda no final da turnê americana e foi substituído por Rondinelli. O baterista original Bill Ward chegou a tocar em alguns shows desta mesma turnê.
 Forbidden tem caráter experimental. O processo de gravação foi inusitado, pois cada membro da banda gravou sua parte separadamente. O álbum foi produzido por Ernie C e contou com a participação especial de Ice-T (na faixa "Illusion of Power"), ambos integrantes da banda norte-americana Body Count.
A passagem de Tony Martin pelo Black Sabbath ficou marcada com álbuns muito bons tecnicamente, e que trouxeram fãs de estilos diferentes para banda. Podendo-se destacar também a presença das baladas nos álbuns. Nesse período também pode-se relatar uma notória evolução técnica da banda.

## Projectos musicais e carreira solo
No início dos anos 80, Tony formou uma banda chamada Orion. Seu apelido, Tony The Cat, surgiu nesta época. Após isto, Tony entrou para uma banda chamada The Alliance, que assinou um contrato com a Warner e chegou a gravar algumas músicas. Porém esta banda não durou muito. Estas faixas gravadas por Tony, foram mais tarde lançadas em CD, sob o nome Misha "Calvin: Evolution". Misha Calvin foi guitarrista do The Alliance nos anos 80, substituindo o guitarrista original Arian Dawson. Na época, o manager de Tony se chamava Albert Chapman.
Faixas gravadas com o The Alliance: Strangers, Ready Or Not, Put A Little Faith In Me, Reaper e Here I Am.
Em meados de 1981, Tony Martin grava algumas demos com a banda inglesa Tobruk. Esta banda acabou em 1987. Tony nunca foi um integrante da banda, limitando-se apenas a gravar as tais demos, que até hoje, não foram lançadas oficialmente.
Após um projecto musical não concretizado, com o guitarrista holandês Adrian Vandenberg (ex-Whitesnake), em março de 1987, Tony Martin é convidado a fazer uma audição para o Black Sabbath. Após a audição, e posteriormente aprovação, Tony regrava, em sete dias, todos os vocais (já que o recém contratado vocalista Ray Gillen saiu da banda pouco depois de gravar os vocais) do novo disco do Sabbath, chamado "The Eternal Idol", que seria lançado em novembro daquele mesmo ano.
Seu primeiro show com o Black Sabbath foi no dia 21 de julho de 1987, na Grécia.
Em 1988, ainda com o Black Sabbath, Tony é convidado para participar de um projecto musical chamado Forcefield, composto por nomes como Cozy Powell, Jan Akkerman (Focus), Ray Fenwick (ex-Ian Gillan Band), Chris Cozens e Lawrence Cottle. Este último, mais tarde participaria das seções de gravação dos discos "Headless Cross" e "Tyr".
Pelos próximos três anos, Martin gravaria com o Sabbath os álbuns "Headless Cross" e "Tyr", além do já mencionado The Eternal Idol. Em 1990, ele sai da banda, retornando em 1993, substituindo Ronnie James Dio.
Durante o tempo em que esteve fora do Black Sabbath, Tony grava seu primeiro disco solo, "Back Where I Belong", lançado em 1992. Este disco tem a participação do guitarrista Brian May (Queen), na faixa If There is a Heaven. Martin regravou a faixa Jerusalem, originalmente lançada pelo Black Sabbath, no álbum "Tyr".
Em 1993, volta para o Sabbath e grava os discos "Cross Purposes" e "Forbidden", sendo este, seu último trabalho com o Black Sabbath.
Em 1996, Tony Martin fica conhecendo o músico italiano Aldo Giuntini. Aldo, que já possuía uma significante carreira solo, estava trabalho em um material para o segundo disco de seu projecto musical, chamado Giuntini Project. O disco, chamado simplesmente de "II" e já com a participação permanente de Tony, foi lançado em 1999, pelo selo Giuntini Records.
Em 1997, Tony Martin deixa oficialmente o Black Sabbath, tendo gravado cinco discos de estúdio e um ao vivo.
Ainda em 1999, Tony Martin grava um disco com o guitarrista italiano Dario Mollo (que já trabalhou com Glenn Hughes). Tony escreveu todas as letras e melodias, além gravar todos os vocais. Este projecto foi intitulado Dario Mollo / Tony Martin, sendo que o disco se chama "The Cage", lançado ainda em 1999. Posteriormente, este projecto renderia mais dois discos ("The Cage 2", de 2002 e "The Third Cage", lançado em 2012).
Em paralelo, Tony Martin continuava gravando com Aldo Giuntini. Lançaram mais dois discos ("III" e "IV", lançados em 2006 e 2013, respectivamente.)
O ano de 2005, vê o lançamento do seu segundo disco genuinamente solo, chamado "Scream". Este disco foi lançado apenas na Alemanha, Japão, Rússia e Brasil, sendo neste último pelo selo Big Rock Music. Neste disco, Tony toca a maioria dos instrumentos, à exceção da guitarra, gravada por Joe Harford e dos teclados, gravado pelo já conhecido tecladista Geoff Nicholls.
Seu trabalho mais atual (2013) se trata de mais uma parceria com o guitarrista Aldo Giuntini, este por sua vez intitulado "The Giuntini Project IV".

## Discografia

### Black Sabbath
- The Eternal Idol (1987)
- Headless Cross (1989)
- Tyr (1990)
- (Dehumanizer - versão não lançada, 1991)
- Cross Purposes (1994)
- Cross Purposes Live (1995)
- Forbidden (1995)
- The Sabbath Stones (colectânea, 1996)
- Anno Domini 1989–1995 (box-set, 2024)

### Forcefield
- Forcefield II: The Talisman (1988)

### com Aldo Giuntini
- The Giuntini Project II (1999)
- The Giuntini Project III (2006)
- The Giuntini Project IV (2013)

### com Dario Mollo
- The Cage (1999)
- The Cage II (2002)
- The Third Cage (2012)

### Empire
- Trading Souls (2003)
- The Raven Ride (2006)

### com Misha Calvin
- Evolution (1993)

### Rondinelli
- Our Cross, Our Sins (2002)

### Phenomena
- Psycho Fantasy (2006)
- Blind Faith (2010)

### Star One
- Victims of the Modern Age (2010)
- Revel in Time (2022)

### Trabalhos solo
- Back Where I Belong (1992)
- Scream (2005)
- Who Put The Devil In Santa [single online] (2009)
- Thorns (2022)

### Outras participações
- M3 - Classic Snake Live Vol. 1 - a WHITESNAKE's covers (2003)
- Mario Parga - Spirit of Night (single, 2008)
- Arrayan Path - Ira Imperium (2011)
- Black Widow - Sleeping With Demons (2011)
- Silver Horses feat. Tony Martin - Silver Horses (2012)
- Wolfpakk - Wolfpakk (2011)
- Voices of Rock: High & Mighty (compilação, 2009)

## Membros da banda
Atual formação
- Tony Martin - vocais, guitarra, bateria, baixo, violino (1992-presente)
- Dario Mollo - guitarra (2005-presente)
- Magnus Rosén - baixo (2005-presente)
- Danny Needham - bateria (2012-presente)
- Geoff Nicholls - teclados (2012-2017)

Outros músicos
- Alexis Hibell 	 - baixo
- Martyn Price 	 - baixo
- Owen Hughes 	  - guitarra
- Neil Murray 	 - baixo (1992-1994)
- Cozy Powell 	 - bateria (1992-1994)
- Mario Parga 	  - guitarra (1992-1994)
- Jamie Mallender 	 - baixo (2005-2012)
- Fabio Cerrone 	  - guitarra (2005-2006)
- Joe Harford 	  - guitarra (2005-2009)
- Rolf Munkes 	  - guitarra (2006-2012)
- Diego Padilha 	 - baixo (2008)
- Lucky di Falco 	 - bateria (2008)
- Davis Ramay 	  - guitarra (2008)